# Scopula inquinatula
Scopula inquinatula là một loài bướm đêm trong họ Geometridae.